# 维尔勒马尔克莱
维尔勒马尔克莱（法語：Ville-le-Marclet）是法国皮卡第大区索姆省的一个市镇，属于亚眠区皮基尼县。该市镇2009年时的人口为473人。

## 人口
维尔勒马尔克莱人口变化图示
| 数据来源：INSEE |